# Conclave de 1484
O conclave papal ocorrido entre 26 e 29 de agosto de 1484 resultou na eleição do Papa Inocêncio VIII depois da morte do Papa Sisto IV.

## A morte de Sisto IV

Brasão papal de Sua Santidade o papa Inocêncio VIII

O Papa Sisto IV morreu de gota em 12 de agosto de 1484 às 5h00, com 70 anos de idade. O Papa tinha acima de tudo o amor a sua própria família, sendo que no momento de sua morte, quatro de seus familiares eram cardeais. A maior parte deles jogaram um papel importante no tabuleiro da Igreja, especialmente Giuliano della Rovere, de 41 anos de idade. O Papa falecido não gozava de popularidade entre os romanos, de modo que no período de 1484 foi um dos mais sangrentos em todo o século, caracterizado pelas lutas entre o povo opositor a Sisto IV e os seguidores do Papa morto e as famílias romanas.
Entre os eleitores havia 21 italianos, dois espanhóis (Borja e Margarit), um francês (Hugonet) e um português (da Costa). Quatro cardeais (Domenico e Giuliano della Rovere, Girolamo Basso della Rovere e Rafaelle Sansoni Riario) eram familiares do Papa falecido. O Cardeal Rangoni, apesar de ser italiano, representava os interesses do Reino da Hungria.
Entre os cardeais, 19 dos eleitores foram criados por Sisto IV. Quatro foram nomeados pelo Papa Paulo II, um pelo Papa Pio II (protodiácono Piccolomini) e um pelo Papa Calisto III (o decano Borja, seu sobrinho).

### Cardeais presentes
| Consistóro                  | 1484 |
| --------------------------- | ---- |
| Fevereiro 1456              | 2    |
| Consistórios de Calisto III | 2    |
| Março 1460                  | 1    |
| Consistórios de Pio II      | 1    |
| Setembro 1467               | 4    |
| Novembro 1468               | 2    |
| Consistórios de Paulo II    | 6    |
| Dezembro 1471               | 1    |
| Maio 1473                   | 5    |
| Dezembro 1476               | 3    |
| Dezembro 1477               | 5    |
| Fevereiro 1478              | 1    |
| Maio 1480                   | 3    |
| Novembro 1483               | 4    |
| Março 1484                  | 1    |
| Consistórios de Sisto IV    | 23   |
| Total                       | 32   |

| Criado por              | Cardeais | Por Cento |
| ----------------------- | -------- | --------- |
| Papa Calisto III (CIII) | 02       | 6,25 %    |
| Papa Pio II (PiII)      | 01       | 3,13 %    |
| Papa Paulo II (PaII)    | 06       | 18,75 %   |
| Papa Sisto IV (SIV)     | 023      | 71,88 %   |
| Total                   | 32       | 100 %     |

### Cardeais Bispos
Participaram dos escrutínios os seguintes cardeais:
| Nº | Nome                     | Consistório    | Papa |
| -- | ------------------------ | -------------- | ---- |
| 1  | Rodrigo de Borja y Borja | Fevereiro 1456 | CIII |
| 2  | Giuliano della Rovere    | Dezemebro 1471 | SIV  |
| 3  | Oliviero Carafa          | Setembro 1467  | PaII |
| 4  | Marco Barbo              | Setembro 1467  | PaII |
| 5  | Giovanni Battista Zeno   | Novembro 1468  | PaII |

### Cardeais Presbíteros
| Nº | Nome                          | Consistório    | Papa |
| -- | ----------------------------- | -------------- | ---- |
| 6  | Giovanni Michiel              | Novembro 1468  | PaII |
| 7  | Stefano Nardini               | Maio 1473      | SVI  |
| 8  | Giovanni Battista Cibo        | Maio 1473      | SVI  |
| 9  | Giovanni Arcimboldi           | Maio 1473      | SVI  |
| 10 | Philibert Hugonet             | Maio 1473      | SVI  |
| 11 | Jorge da Costa, O.Cist.       | Dezembro 1476  | SVI  |
| 12 | Girolamo Basso della Rovere   | Dezembro 1477  | SVI  |
| 13 | Gabriele Rangone, O.Min.Obs.  | Dezembro 1477  | SVI  |
| 14 | Pietro Foscari                | Dezembro 1477  | SVI  |
| 15 | Giovanni d'Aragona            | Dezembro 1477  | SVI  |
| 16 | Raffaele Riario               | Dezembro 1477  | SVI  |
| 17 | Domenico della Rovere         | Fevereiro 1478 | SVI  |
| 18 | Giovanni de' Conti            | Novembro 1483  | SVI  |
| 19 | Juan Margarit i Pau           | Novembro 1483  | SVI  |
| 20 | Giovanni Giacomo Schiaffinati | Novembro 1483  | SVI  |

### Cardeais Diáconos
| Nº | Nome                             | Consistório   | Papa |
| -- | -------------------------------- | ------------- | ---- |
| 21 | Francesco Todeschini-Piccolomini | Março 1460    | PiII |
| 22 | Giovanni Battista Savelli        | Maio 1480     | SIV  |
| 23 | Giovanni Colonna                 | Maio 1480     | SIV  |
| 24 | Giovanni Battista Orsini         | Novembro 1483 | SIV  |
| 25 | Ascanio Maria Sforza Visconti    | Março 1484    | SIV  |

### Cardeais ausentes
Sete cardeais não participaram das eleições, entre eles três franceses, dois espanhóis, um italiano e um inglês:

#### Cardeal Bispo
| Nº | Nome       | Consistório   | Papa |
| -- | ---------- | ------------- | ---- |
| 26 | Jean Balue | Setembro 1467 | PaII |

#### Cardeais Presbíteros
| Nº | Nome                      | Consistório    | Papa |
| -- | ------------------------- | -------------- | ---- |
| 27 | Luis Juan de Milà y Borja | Fevereiro 1456 | CIII |
| 28 | Thomas Bourchier          | Setembro 1467  | PaII |
| 29 | Pedro González de Mendoza | Maio 1473      | SIV  |
| 30 | Carlos II de Bourbon      | Dezembro 1476  | SIV  |
| 31 | Paolo Fregoso             | Maio 1480      | SIV  |

### Cardeais Diáconos
| Nº | Nome          | Consistório   | Papa |
| -- | ------------- | ------------- | ---- |
| 32 | Pierre de Fox | Dezembro 1476 | SIV  |

## Partidos

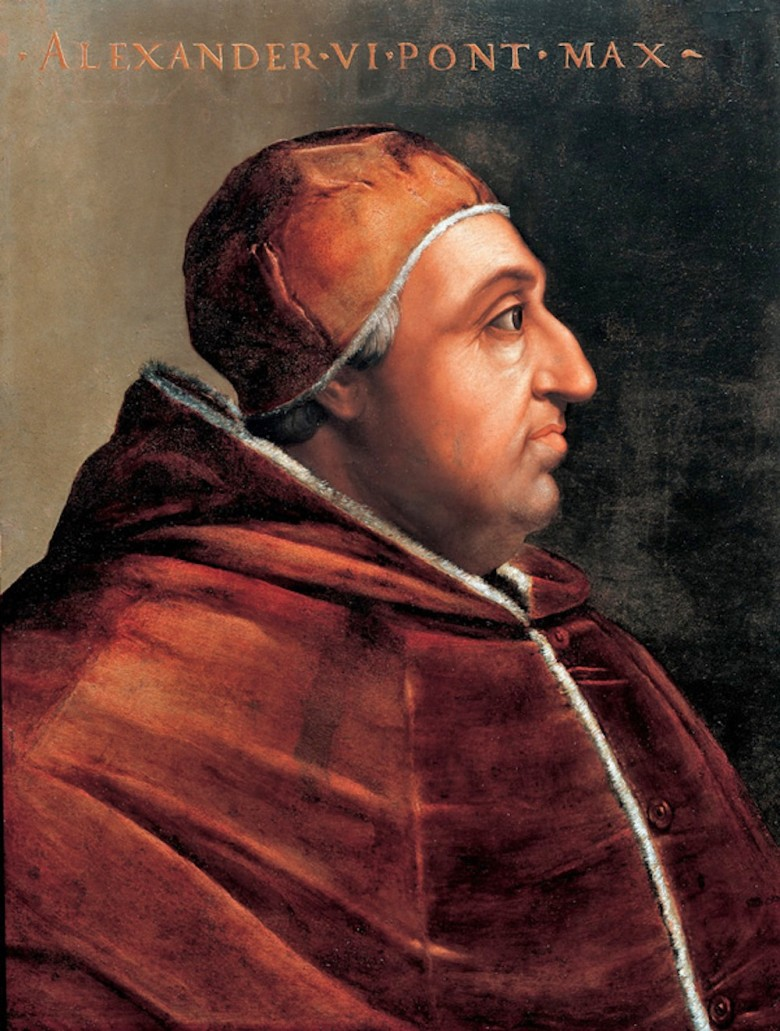
Cardeal-Decano Rodrigo de Borja, futuro Alexandre VI.

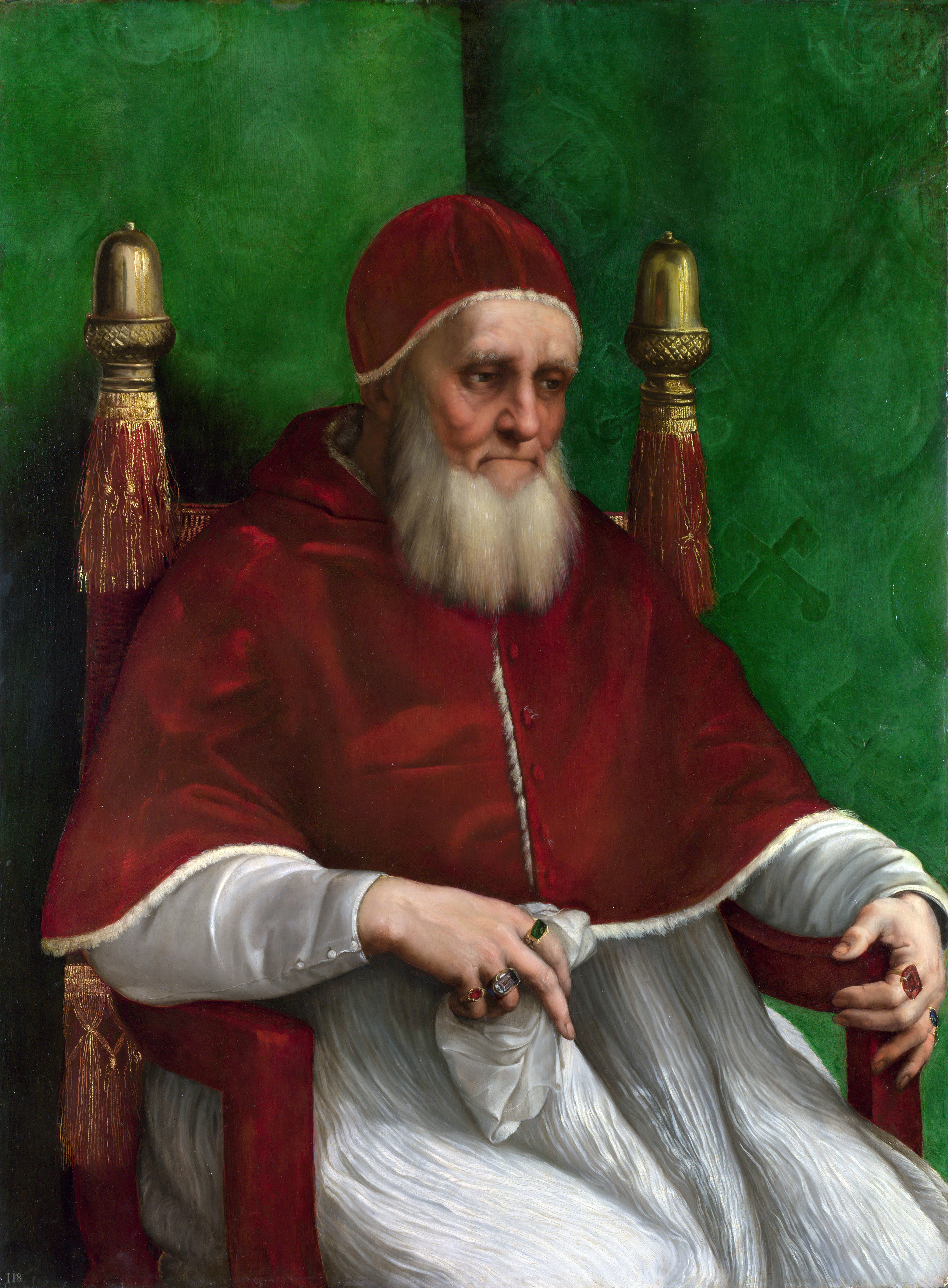
Giugliano della Rovere, futuro Júlio II.

O contexto imediato da eleição foi a formação quase sem precedentes do Colégio Cardinalício por Sisto IV, não só em termos de dimensão global, mas também em termos de cardeais-sobrinhos e cardeais da Coroa.
Entre os eleitores se distinguiram dois partidos distintos. Uma facção apoiou a manutenção da paz na Itália, conquistada recentemente pelo tratado de Paz de Bagnolo, pondo fim à chamada "Guerra de Ferrara". A outra facção dizia sobre tratar de reforçar os Estados Papais, especialmente nas relações com o reino de Nápoles, ainda ao custo de romper a paz. O líder da primeira fracção foi o Decano Rodrigo de Borja. O outro líder foi o cardeal sobrinho Giuliano della Rovere. Apesar dessas divisões, um numeroso grupo de cardeais não entrava em nenhum desses grupos.

## Os candidatos para o papado
O embaixador do Ducado de Mântua, em seu informe de 15 de agosto de 1484, argumentou que a melhor oportunidade era do cardeal Stefano Nardini. Entre os papabiles eram considerados Giovanni Conti de 70 anos de idade, apoiado pelos influentes Orsini. Nápoles apoiou a candidatura de Francesco Piccolomini, e o Ducado de Milão ao cardeal Marco Barbo. Ativamente trabalhou para apoiar sua candidatura o cardeal Rodrigo de Borja oferecendo subornos a vários cardeais. Giuliano della Rovere tratou de eleger a um fraco, para poder manter seus recursos atuais.

## Conclave
O conclave começou em 25 de agosto com uma missa pelo Espírito Santo, celebrada pelo cardeal Marco Barbo, bispo de Palestrina. Durante o início foi elaborado um texto de capitulação em conclave, que foi firmado em 27 de agosto.
Nele se estipulava a obrigação de seguir lutando contra o Império Otomano e fortalecer a posição do Colégio dos Cardeais frente ao novo Papa.
A primeira votação ocorreu na manhã de 28 de agosto. Essa terminou quase na eleição do cardeal Barbo, mas rapidamente decidiu-se não levar a cabo sua eleição, já que a maioria dos cardeais não desejava o triunfo de Barbo, não só porque era veneziano, mas também porque tinha a reputação de um asceta piedoso, frente à vida secular da maioria dos príncipes da igreja daquela época.
Depois da primeira votação, o cardeal Borja, apesar de seus esforços, tem poucas possibilidades de ser Papa. Nessa situação, propôs a candidatura do vice-chanceler papal e compatriota, o cardeal Margarit. Ele era muito maior que Borja e não gozava de boa saúde, o que deu esperança de que seu pontificado fosse breve (logo após o conclave, Juan Margarit morreu alguns meses mais tarde). Essa candidatura não havia ganhado um apoio muito amplo, pelo que propôs a candidatura do cardeal de 52 anos Cibo. Obteve grande êxito o bispo de Ostia-Velletri, trazendo a seu lado grande apoio. Na noite de 28 de agosto, o cardeal Cibo assinou na sua cela diversas regalias aos cardeais em troca de seus votos, pelo que a opção da manhã era segura. Alguns dos eleitores se comprometeram a benefícios pertencentes ao cardeal della Rovere, que confirma seu papel de liderança nos esforços para eleger a Cibo, que era muito pobre e os cardeais tinham pouco que distribuir para seu benefício próprio.

## Eleição de Inocêncio VIII

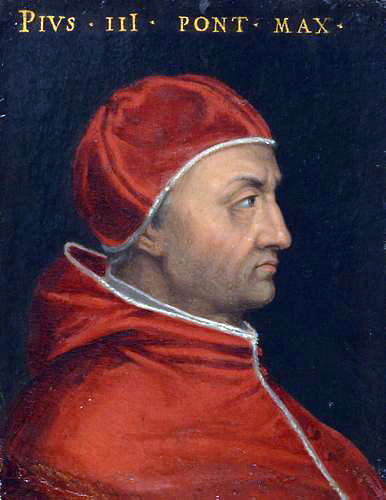
Protodiácono Francesco Piccolomini, futuro Pio III.

Na votação da manhã de 29 de agosto, Cibo foi eleito por unanimidade, e tomou o nome de Inocêncio VIII. Às 9h, o protodiácono Piccolomini deu aos romanos o Habemus Papam. Em 12 de setembro foi inaugurado oficialmente o pontificado de Inocêncio, durante o qual Piccolomini coroou Cibo com a tiara papal.
Inocêncio VIII era um homem de caráter fraco e nesse sentido cumpriu com as expectativas dos cardeais della Rovere e Borja, que seguiram desempenhando um papel decisivo na corte papal. Junto com a eleição recaiu em Cibo também alguns tabus, sendo o primeiro Papa que reconheceu oficialmente filhos nascidos fora do matrimônio.